# Гибель парохода «Царь»
«Царь» — российский пассажирский пароход общества Петербургско-Петрозаводского пароходства. На линии Санкт-Петербург-Петрозаводск с 1868 года. В 1873 году затонул в Ладожском озере, столкнувшись с пароходом «Царица».

## Катастрофа
9 (21) октября 1873 года, около 3 часов ночи, на Ладожском озере в 80 км от Шлиссельбурга, между маяками Сухо и Кореджи, пароход «Царь» столкнулся с пароходом «Царица», принадлежащим обществу Петербургско-Петрозаводского пароходства, получив пробоину в кормовой части с левой стороны, отчего затонул. Пароход «Царица», получил повреждения, но остался на плаву, что позволило спасти часть пассажиров «Царя». Погибло более 50 человек.
Поиски места затопления парохода «Царь» в 1873—1874 годах результатов не дали.
Санкт-петербургский окружной суд, заслушав мнение экспертной комиссии под руководством капитана 1 ранга Головачева, признал виновными в столкновении капитана действия парохода «Царица» лейтенанта Н. И. Коленкина, капитана парохода «Царь» отставного лейтенанта М. А. Колюбякина. Коленкина приговорили к аресту на гауптвахте на 3 месяца, а Колюбякина к аресту на 2 месяца, а также к церковному покаянию и выплате материального возмещения.